# Углич

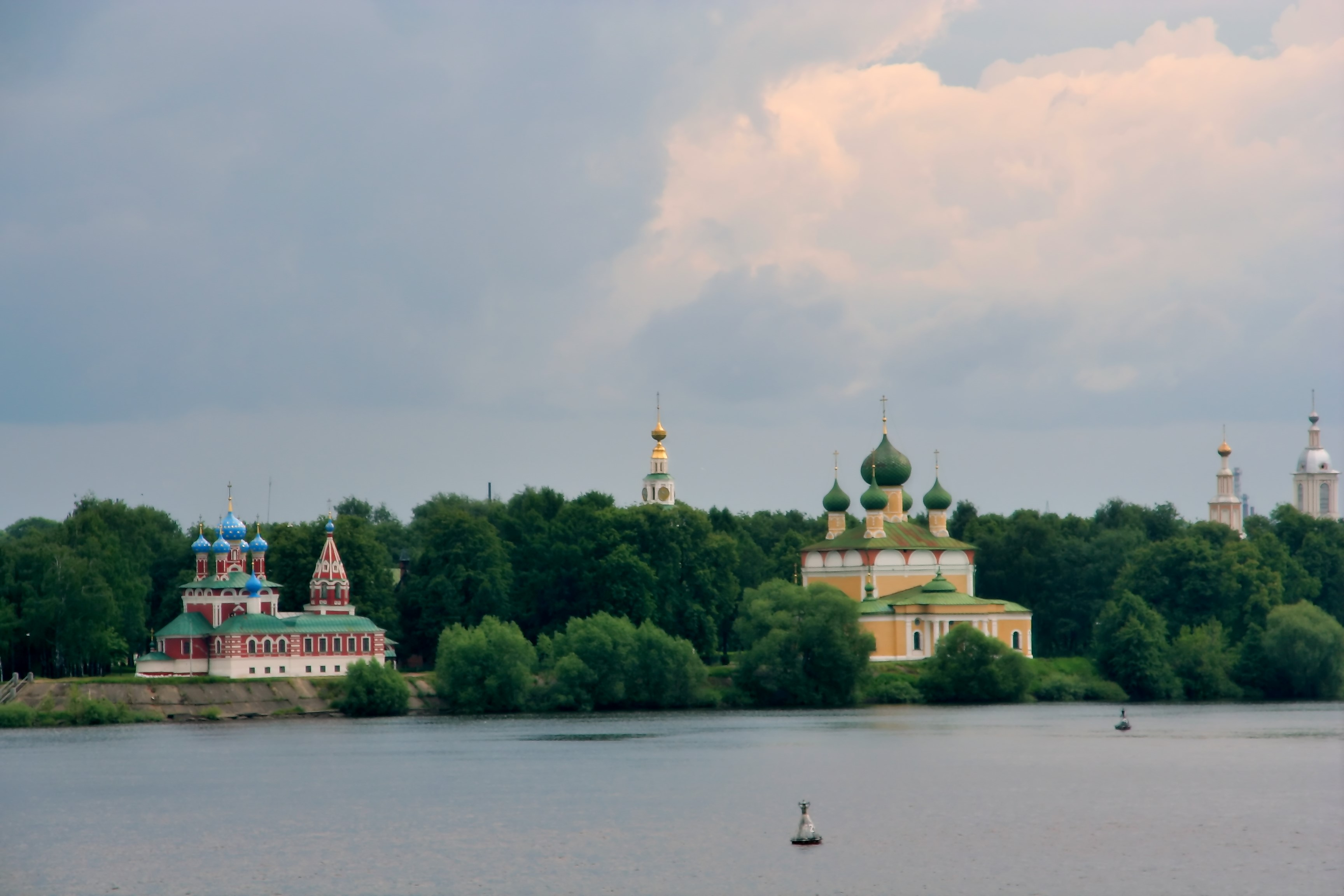
Панорама Углича з Волги

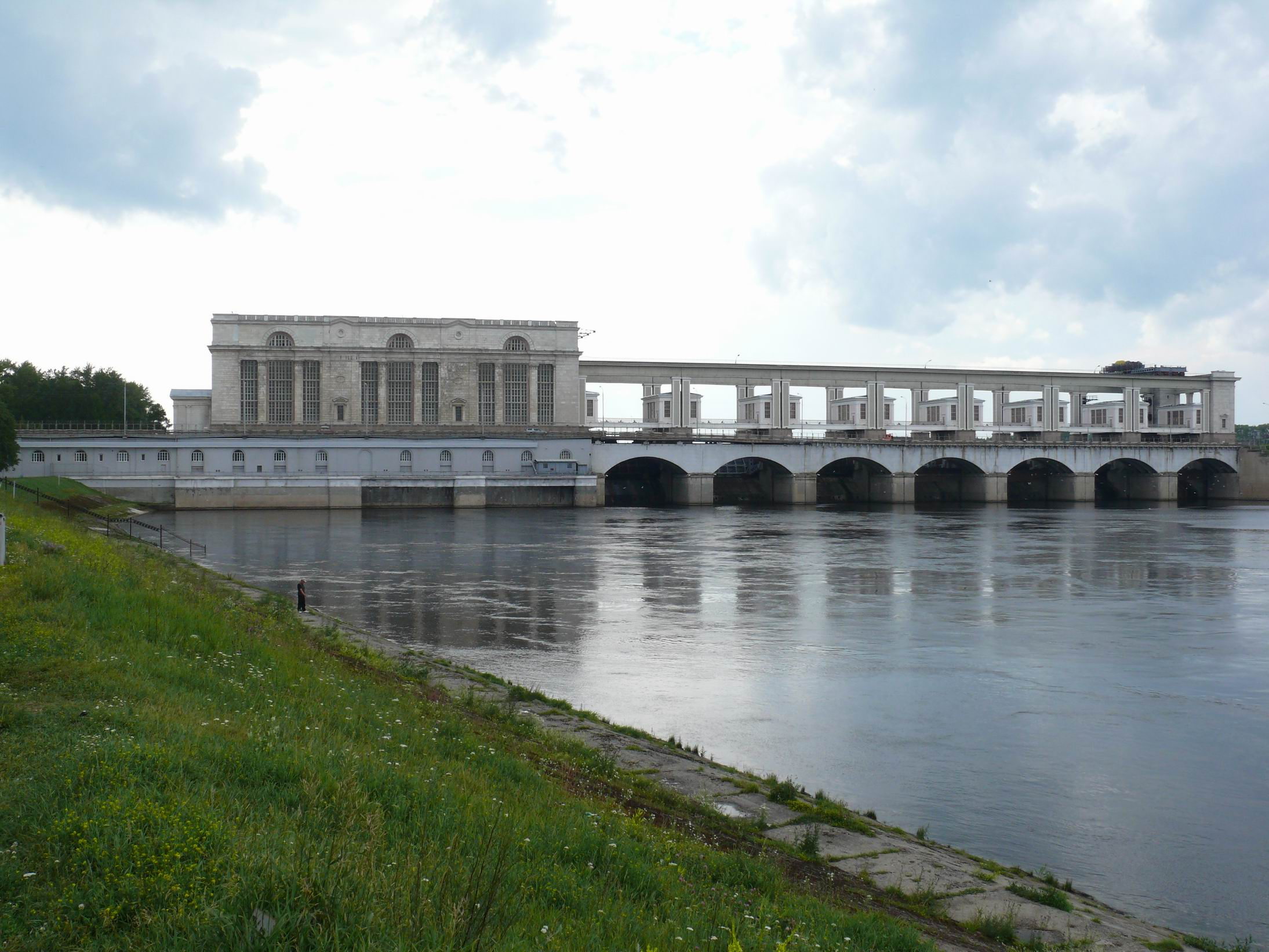
Вид Углицької ГЕС з вулиці Спаської

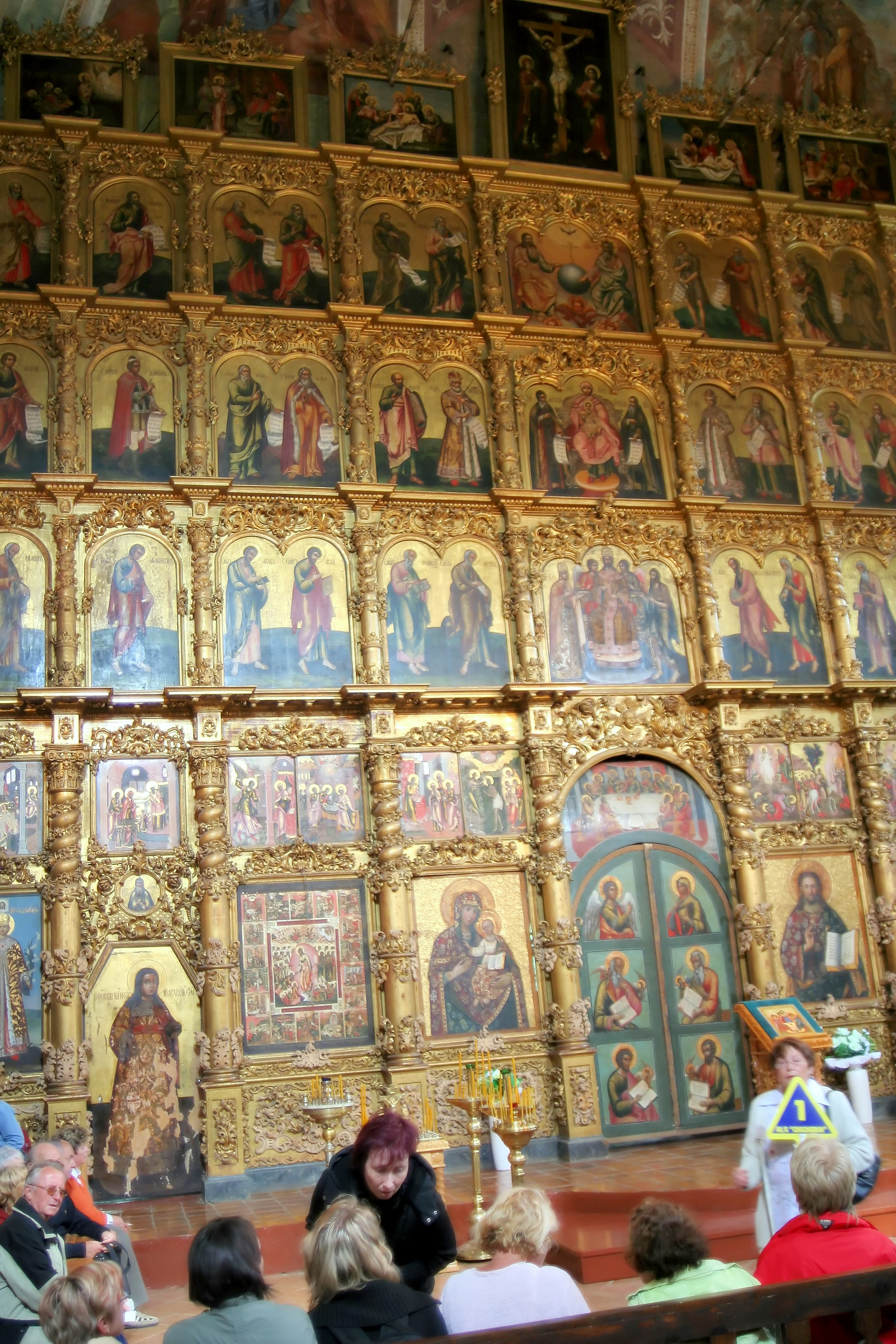
Іконостас Спасо-Преображенського собору. XVII–XIX ст.

Церква на Дивній Горі біля Углича. 1674–1694 рр.

У́глич (рос. Углич) — місто в Російській Федерації, адміністративний центр Углицького району Ярославської області.
Населення 37,1 тис. жителів (2005).
Місто розташоване на річці Волга (Углицьке водосховище). Залізнична станція (47-кілометрова гілка від станції Калязін, розташованої на лінії Москва — Сонково), порт на Волзі.

## Походження назви
На думку М. Фасмера, назва міста пов'язана з д.-рус. угълъ («кут, вугол»): Волга тут насправді робить закрут, «вугол». За іншими версіями, топонім походить від д.-рус. угъль («вугілля»), ніби внаслідок існування тут у давнину вуглярського промислу; чи від назви племені уличі (угличі), що жили по берегах Дунаю й Дністра.

## Історія
Углич засновано у 937 році (за Іпатіївським літописом у 1148).
Углич був столицею невеликого князівства з 1218 по 1328, коли місцеві князі продали свої права великому князю московському.
15 травня 1591 року у місті був убитий (або зарізався сам) молодший син Івана Грозного — Дмитро Углицький.

## Економіка
Серед провідних промислових підприємств міста:
- завод «Станкотех»
- завод «Угличмаш»
- експериментально-механічний завод (випускає обладнання для маслосироробних підприємств)
- завод будівельного обладнання
- сироробний завод (широко відомі «Углицькі» сири)
- завод мінеральних вод
- біофабрика
- птахофабрика
- лісокомбінат
- льонозавод
- меблева фабрика
- завод з виробництва електричних кабелів і проводів, що належить французький компанії Nexans (відкрито в листопаді 2008 року)[5]
- фабрика з виробництва дверей Берсон

У межах міста розташована Углицька ГЕС. Також в Угличі знаходиться Всеросійський НДІ маслосироробства.
Годинниковий завод «Чайка» з весни 2006 року призупинив масове виробництво годинників. В наш час[коли?] спеціалізується на виробництві золотих і срібних жіночих і чоловічих наручних годинників.

## Пам'ятки архітектури
Углич є одним з міст Золотого кільця Росії, часто відвідується туристами (у місті нерідко зупиняються круїзні теплоходи, що прямують по Волзі). У місті збереглися численні зразки російської архітектури.
Історичним центром міста є кремль, що до XVI ст. слугував резиденцією удільних князів. На території кремля знаходяться:
- Мурована кам'яниця 1492 р. — двоповерхова палата, дещо спотворена перебудовою XIX ст. Це єдиний залишок палацу місцевих удільних князів.
- Спасо-Преображенський собор. 1700–1713 рр. На місці храму XV ст. Великий чотирьохстовпний п'ятибанний храм. Фрески 1810–1811 рр. Іконостас з іконами XVII–XIX ст.
- Дзвіниця собору. Бароко. 1725–1730 рр.
- Церква Дмитра Царевича на Крові. 1692 р. Безстовпний п'ятибанний храм із трапезною та шатровою дзвіницею. Фрески та іконостас 1770-х рр. У церкві знаходиться дзвін кінця XVI ст. — т. зв. «ссыльный колокол».

Також на території міста збережені:
- Олексіївський монастир. Закладений у 1371 р. До нашого часу дійшли тришатрова трапезна церква Успіння (1628–1630-і рр.) та п'ятибанна церква Усікновіння голови Івана Предтечі, 1681 р.
- Воскресенський монастир. Відомий з XIII ст. Споруди монастиря об'єднані галереями у єдиний ансамбль, що будувався одночасно. Воскресенський собор, Смоленська трапезна церква та дзвіниця — все 1674–1677 рр.
- Церква Різдва Іоанна Предтечі на Волзі. 1690 р. Безстовпний п'ятибанний храм із двома приділами, трапезною та шатровою дзвіницею.
- Богоявленський монастир. Відомий з 1584 р. Споруди XVII–XIX ст.
- Корсунська церква. 1730 р.
- Казанська церква. 1778 р., бароко.
- Церква Іллі Пророка в Золоторуччі. 1753 р., наришкінський стиль.
- Церква Дмитра Царевича на Полі. 1798—1814 рр., класицизм.
- Громадянська забудова міста включає ряд класицистичних пам'яток XVIII–XIX століть.

В 11 км від міста, в селі Улейма розташований Миколо-Улейминський монастир (заснований у 1460 р. Це великий ансамбль споруд XVII–XVIII ст. Включає:
- Муровані стіни і вежі. 1700–1713 рр. Збудовані за зразком тогочасних російських фортець, проте оборонного значення не мали.
- Троїцька надбрамна церква. 1713–1717 рр.
- Микольський собор. 1677 р. Великий чотирьохстовпний п'ятибанний храм із пізнішими прибудовами.
- Введенська трапезна церква. 1689–1695 рр. Із шатровою дзвіницею.

За 12 км від міста, в селі Дивна Гора — мурована Троїцька церква колишнього Дивногорського монастиря, 1674–1694 рр. Великий безстовпний п'ятибанний храм із трапезною, ґанками та шатровою дзвіницею.

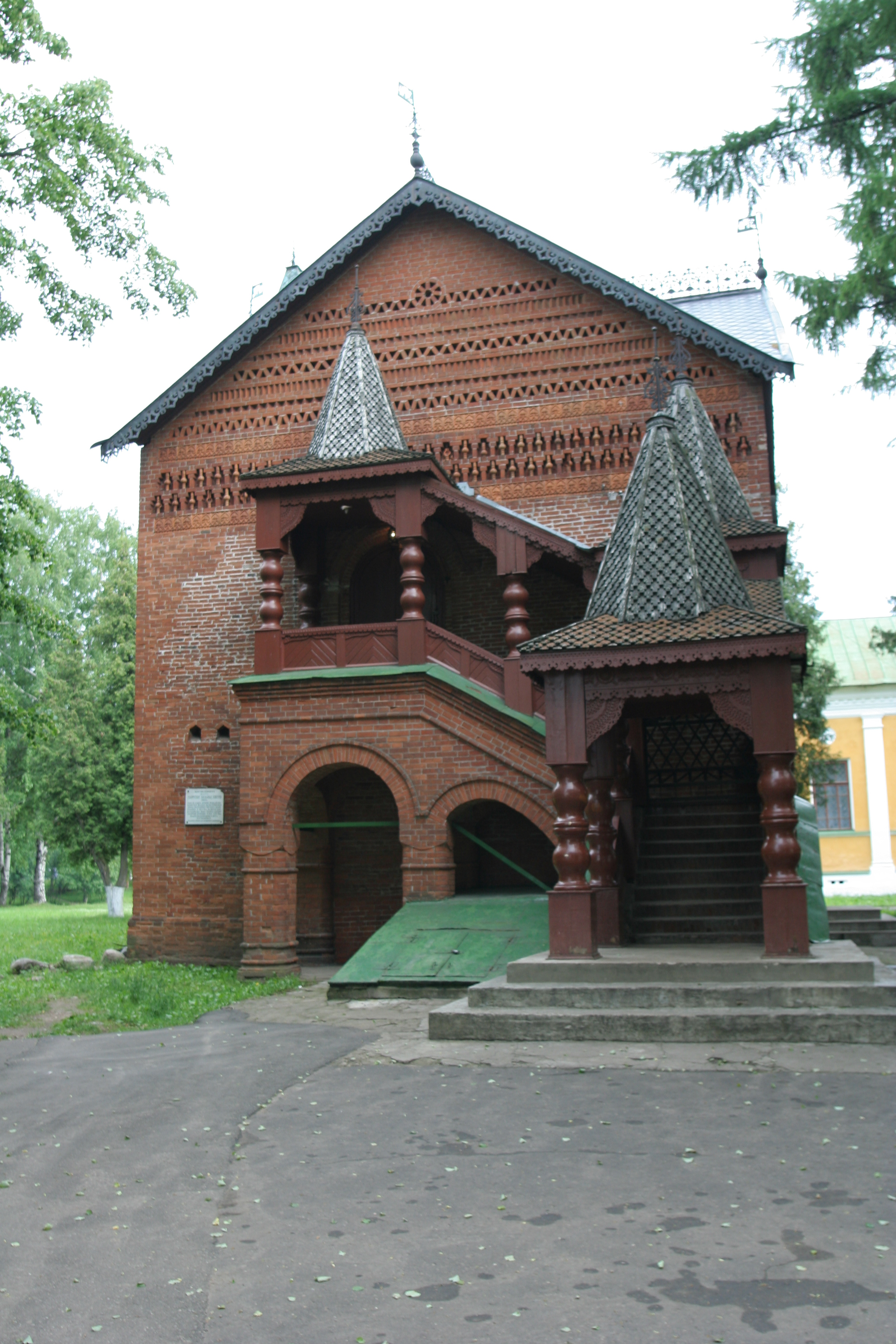
Палати удільних князів. 1492 р.
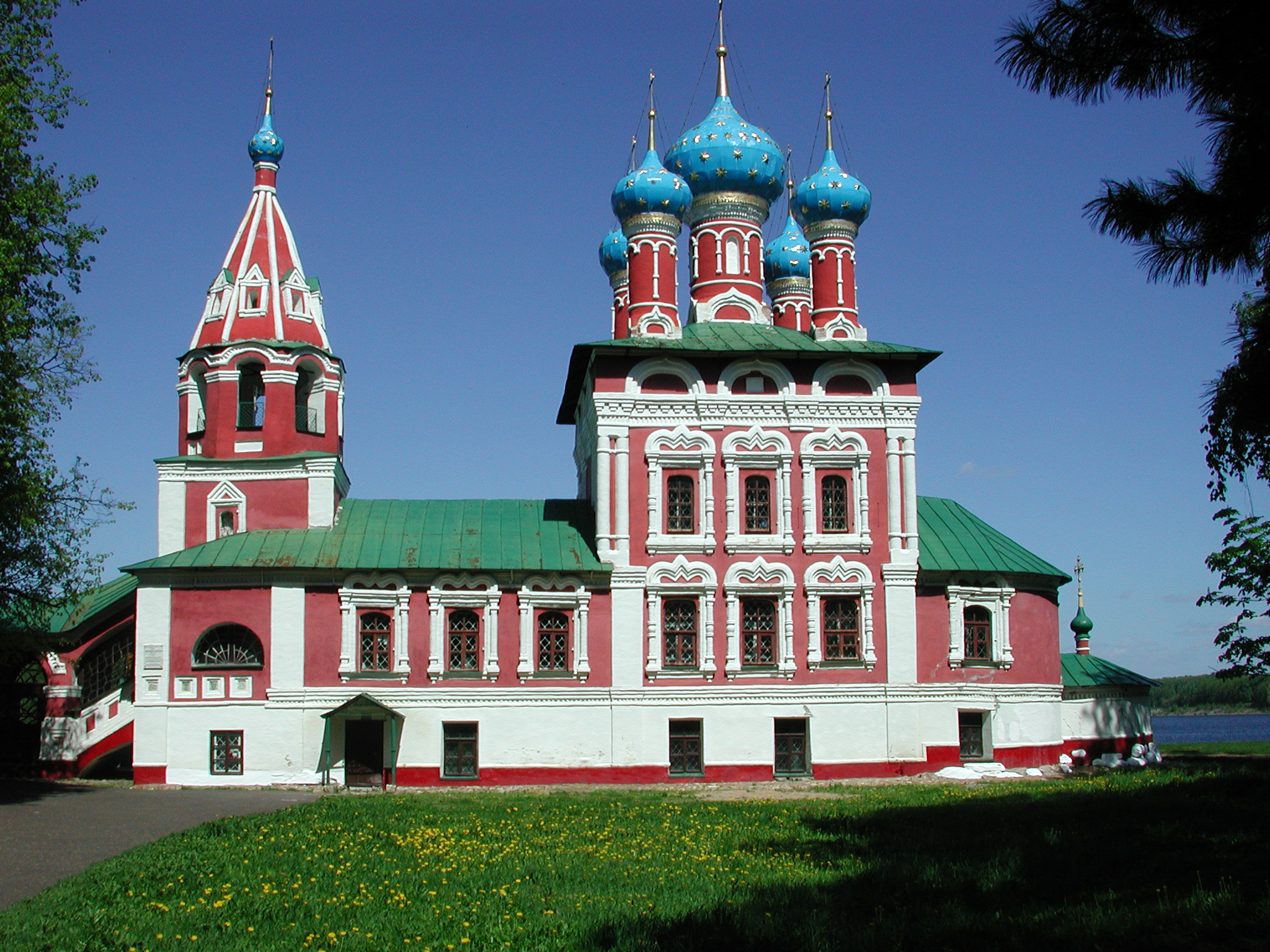
Церква Дмитра Царевича. 1692 р.
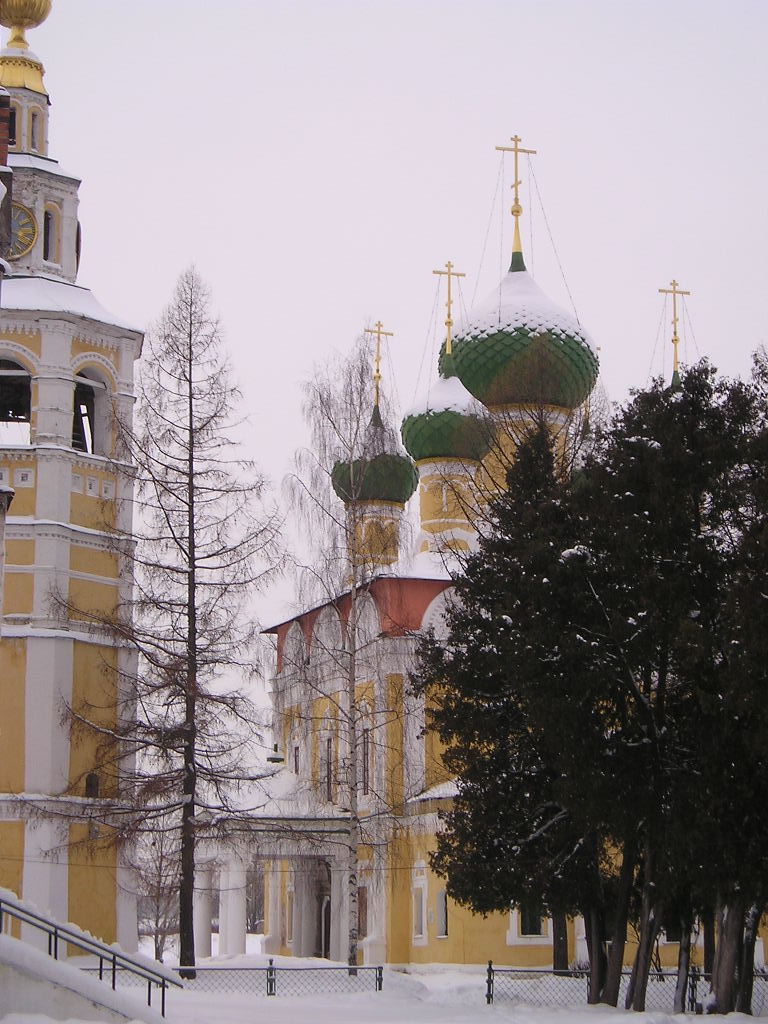
Спасо-Преображенський собор та дзвіниця. Початок XVIII ст.
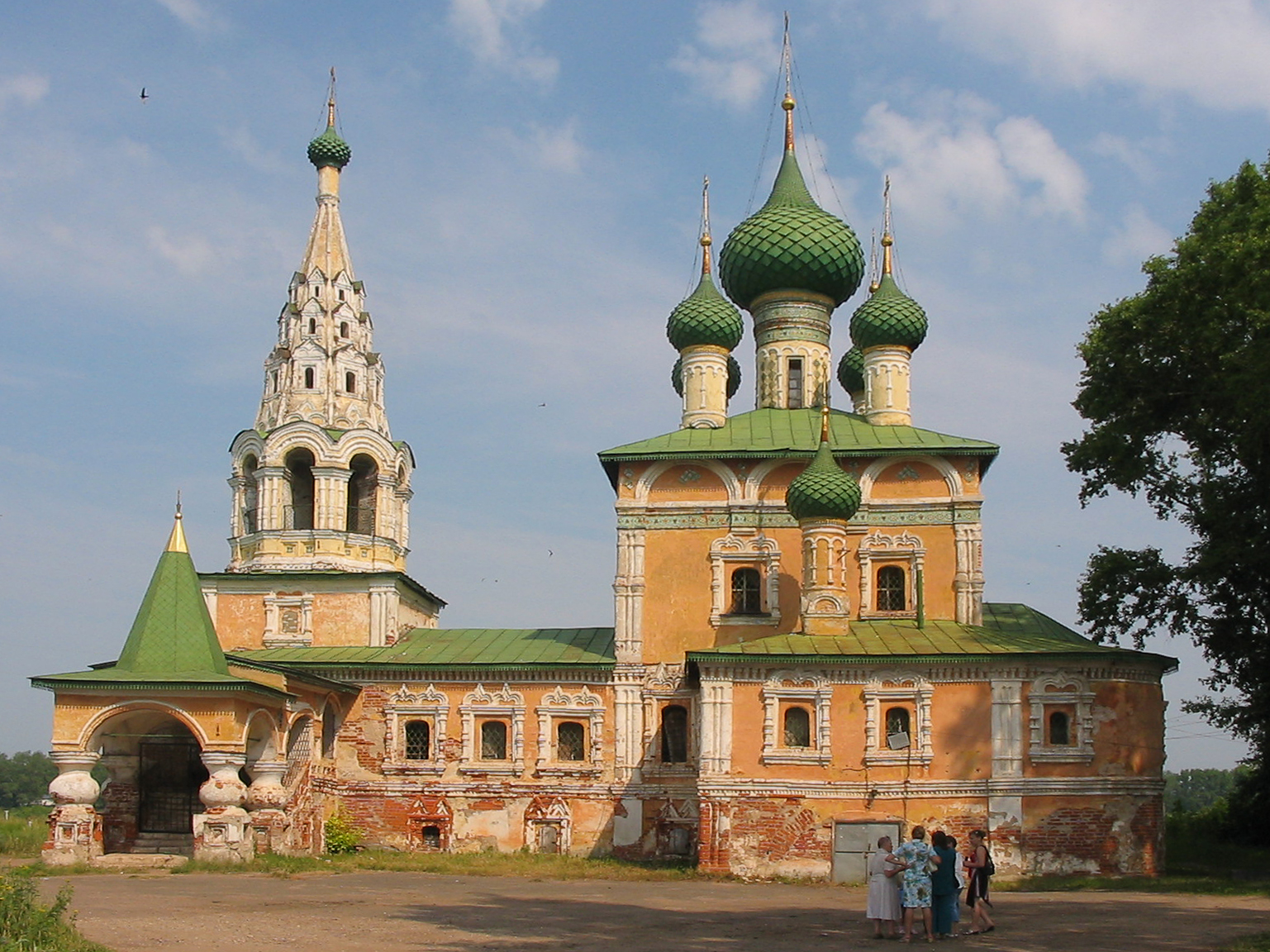
Івано-Предтеченська церква на Волзі. 1690 р.
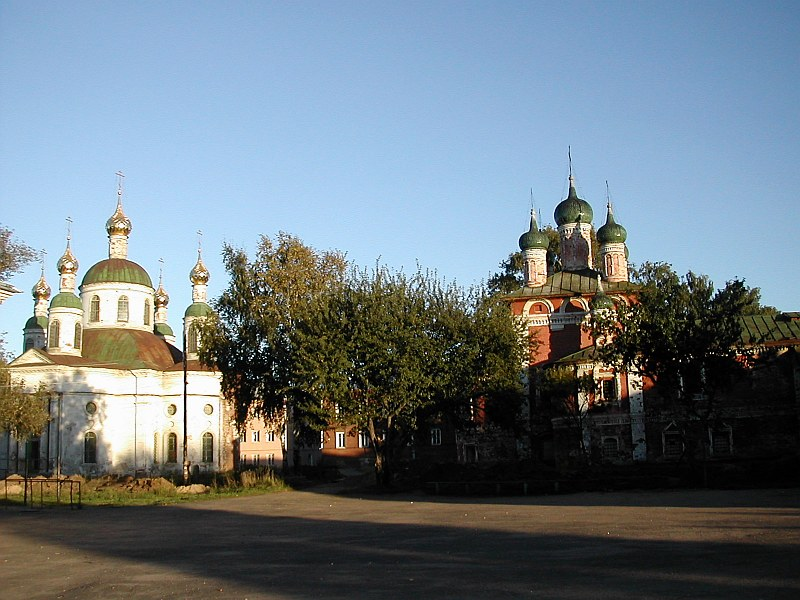
Храми Богоявленського монастиря. XVII - XIX ст.
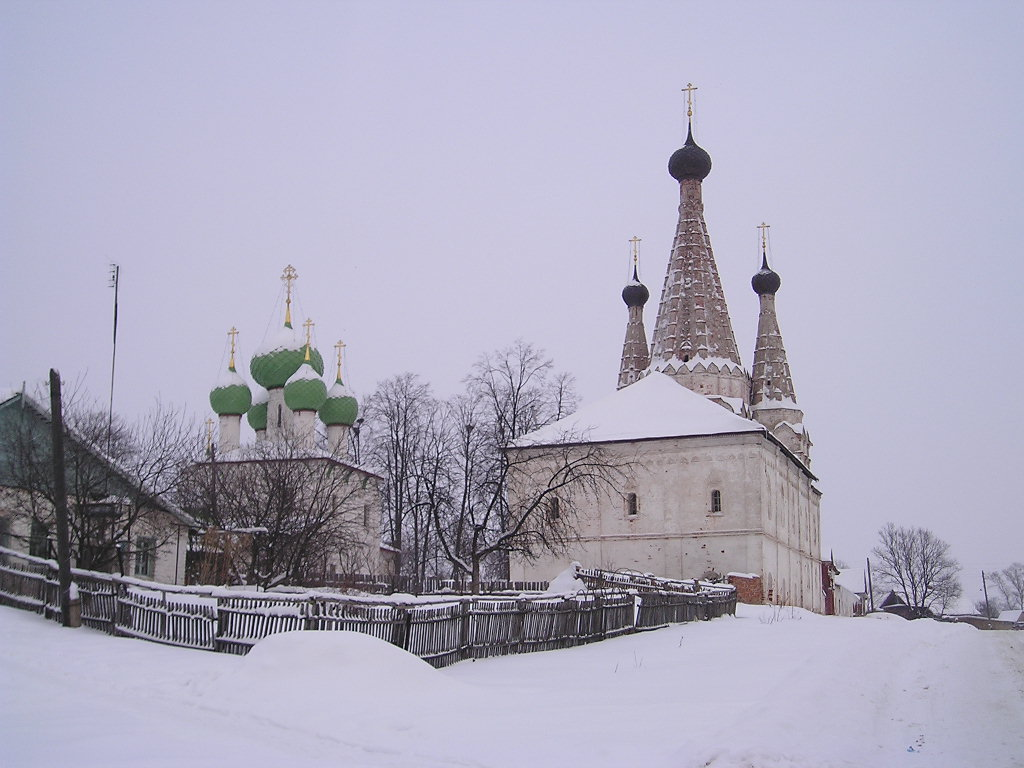
Храми Олексіївського монастиря - XVII ст.
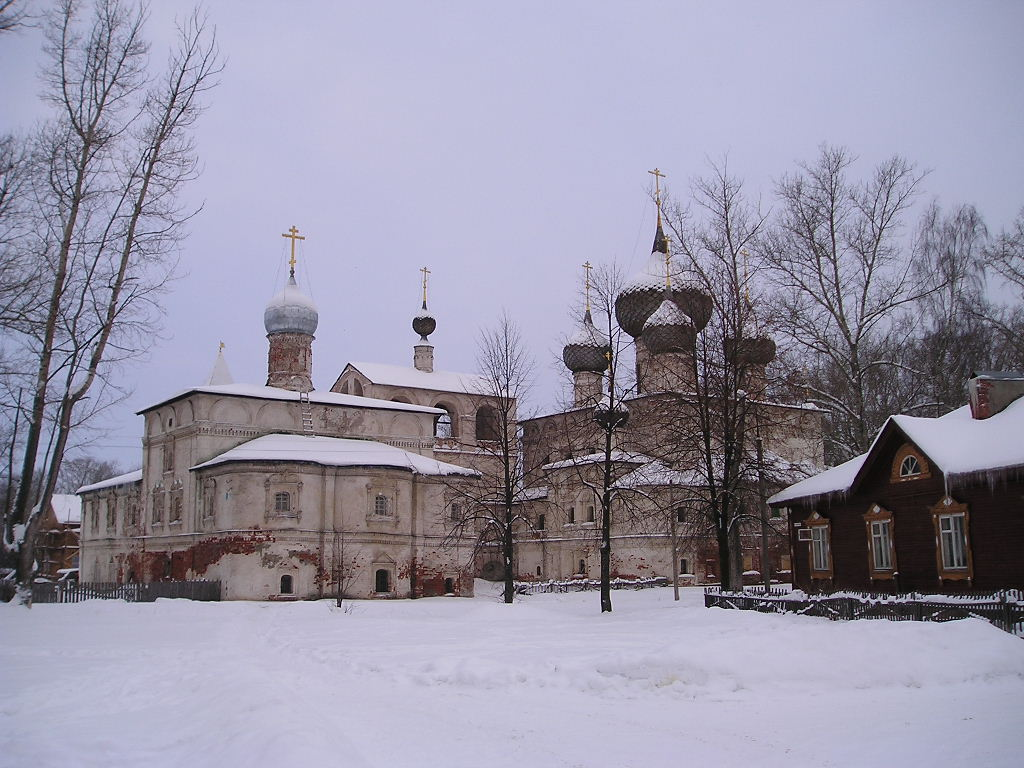
Храми Воскресенського монастиря. XVII ст.
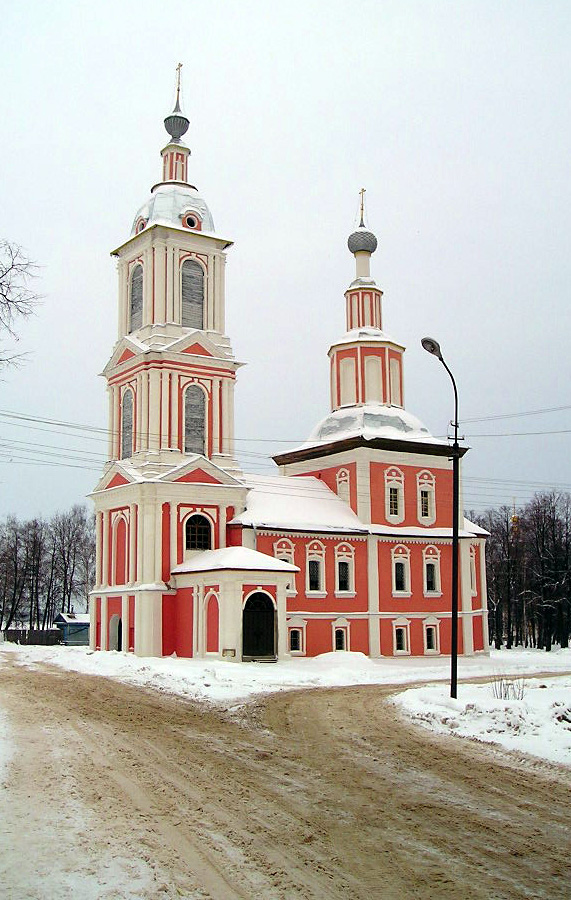
Казанська церква. XVIII ст.
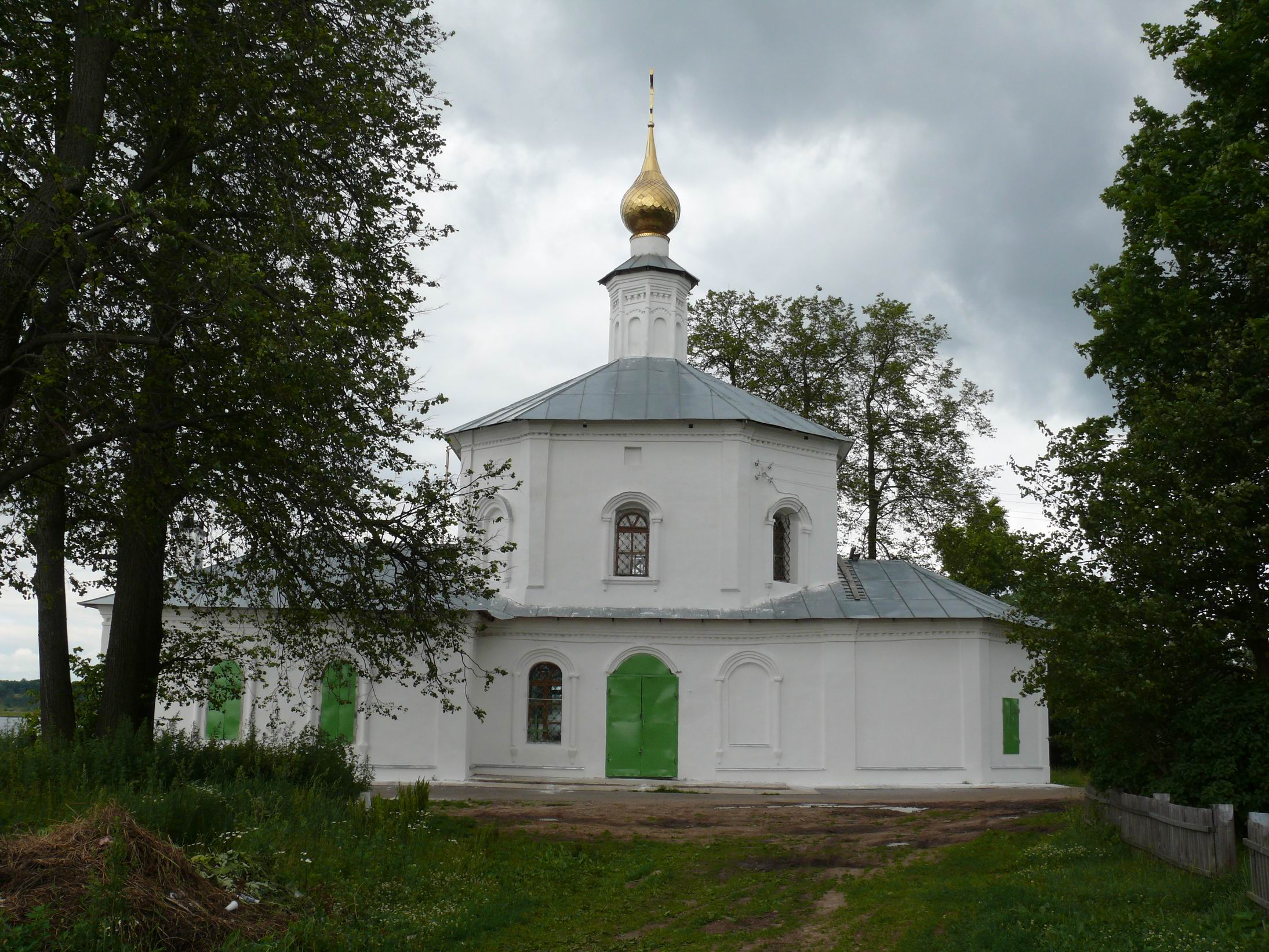
Іллінська церква. XVIII ст.
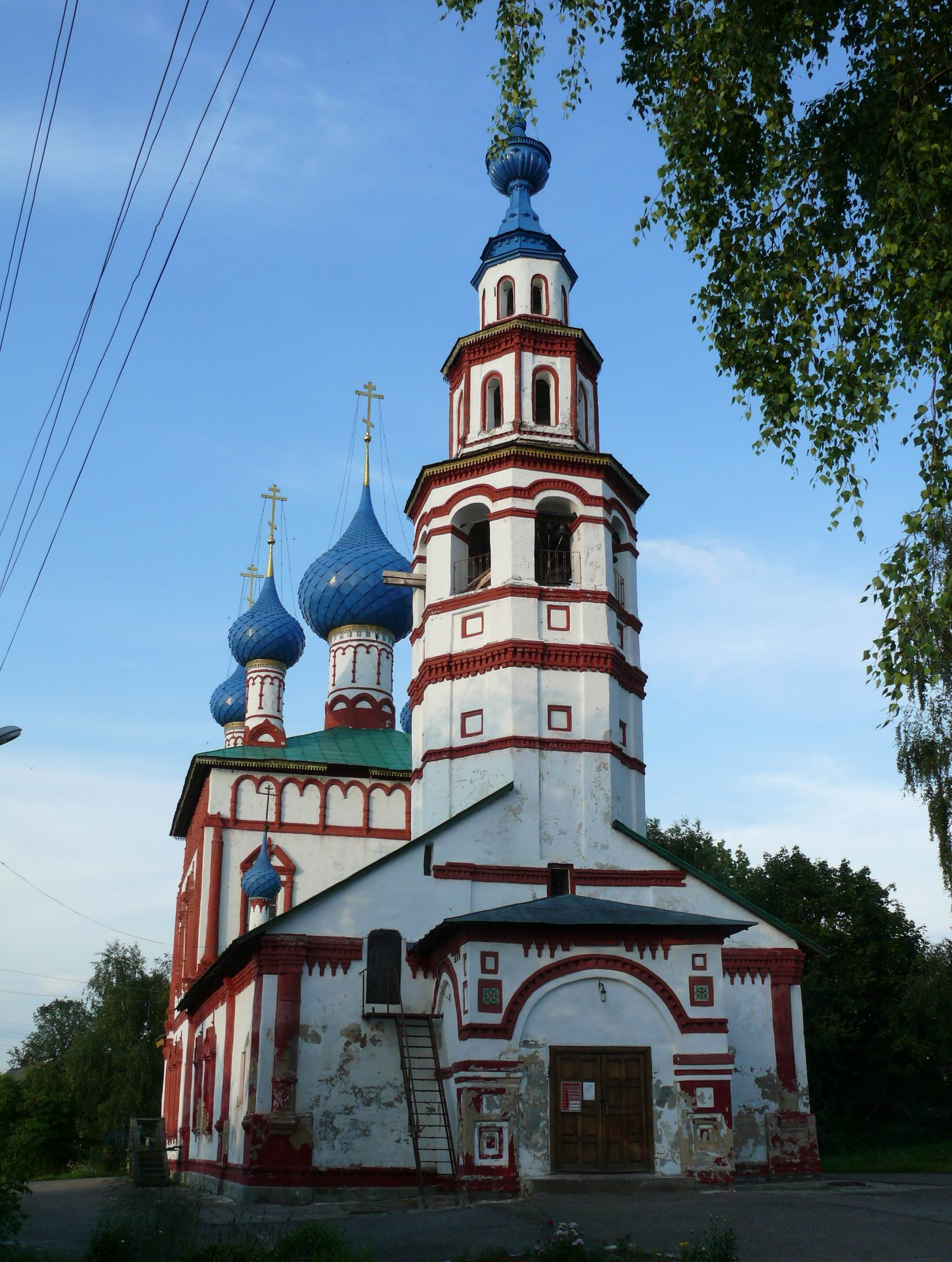
Корсунська церква. 1730 р.
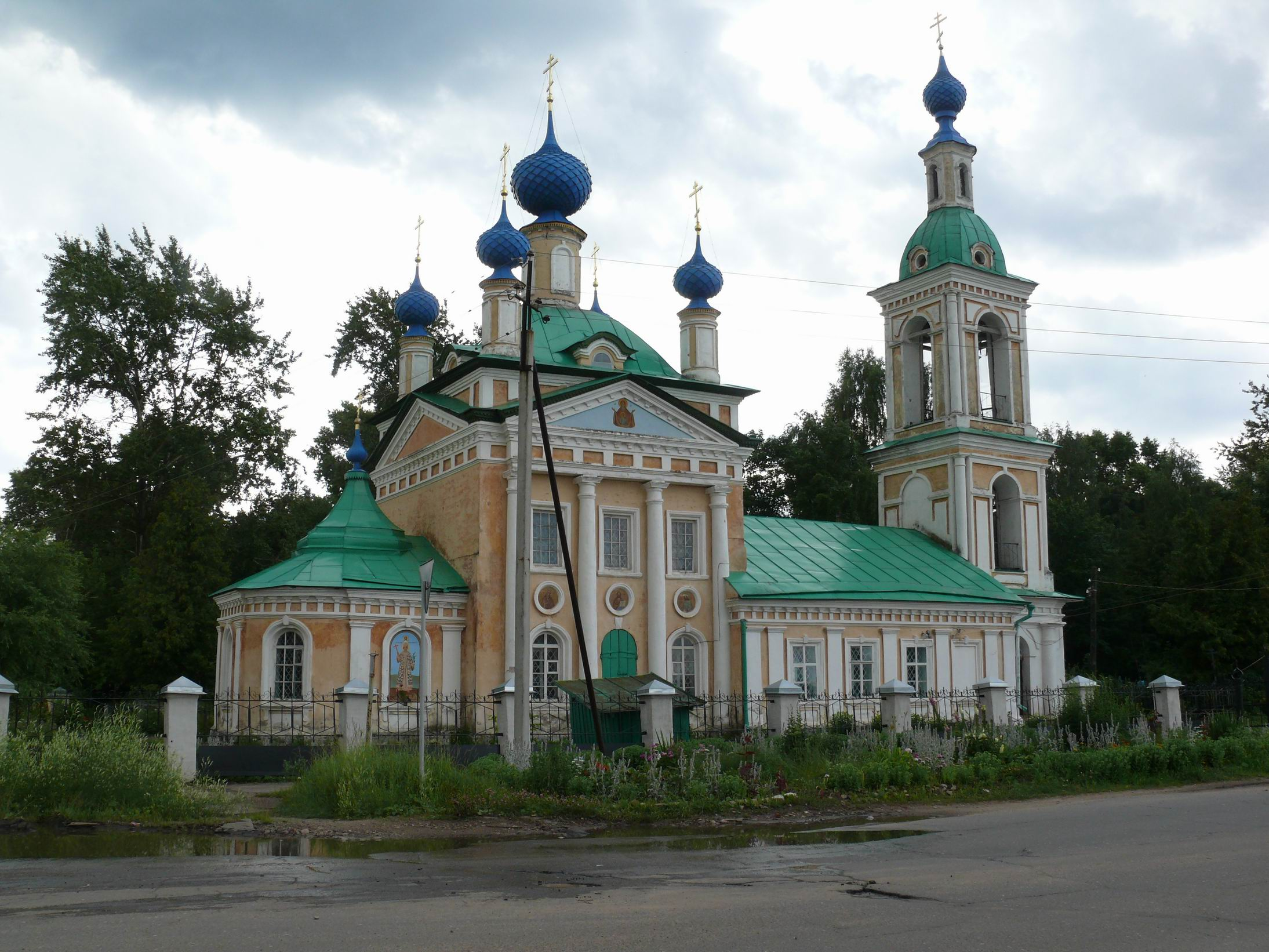
Церква Дмитра Царевича на Полі. XVIII - XIX ст.
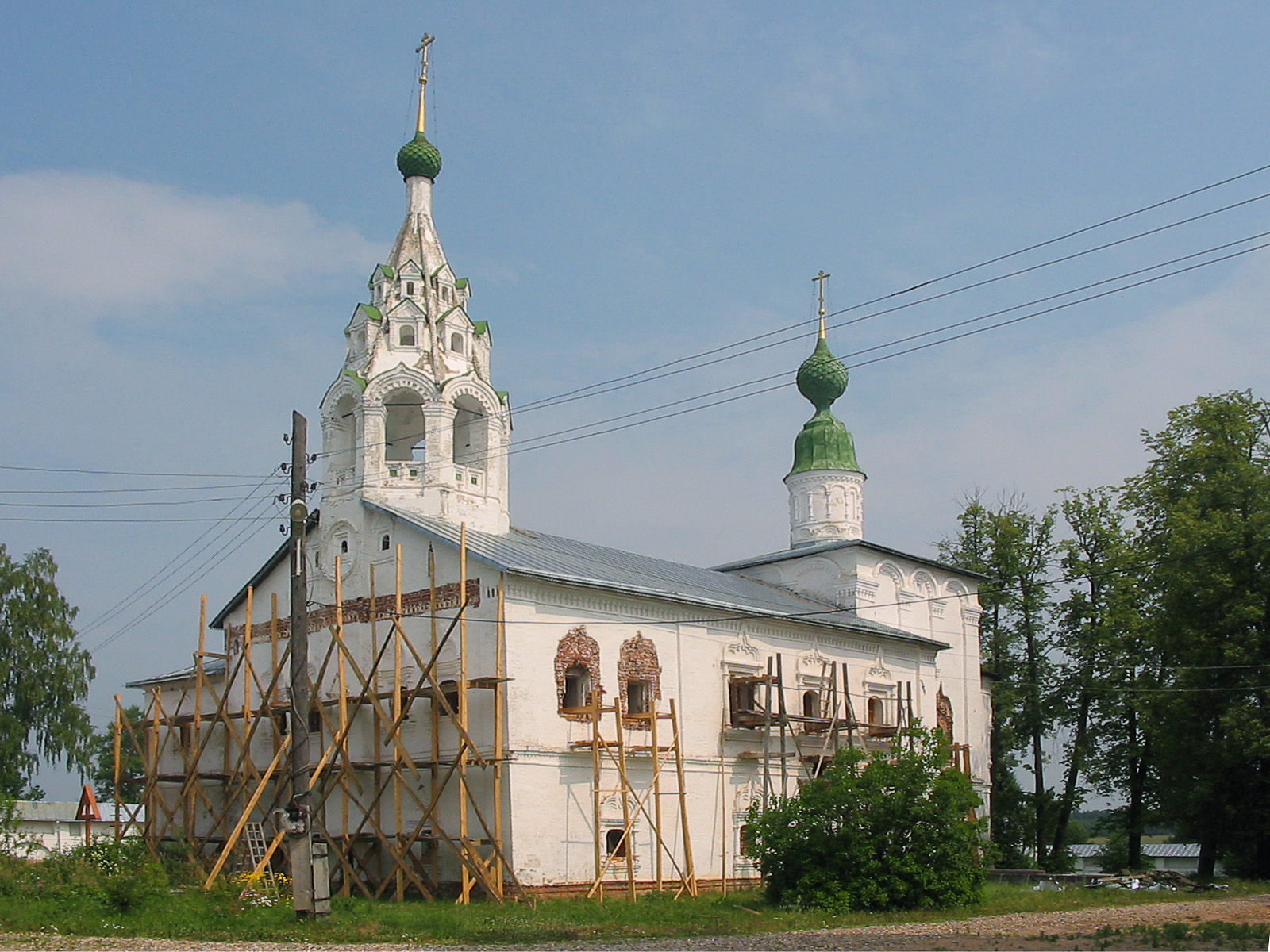
Трапезна церква Улеймінського монастиря. XVII ст.

### Музеї
В Угличі працює 11 музеїв:
- Углицький державний історико-архітектурний і художній музей
- Історико-музична експозиція «Углицькі дзвони»
- Музей міського побуту
- Музей годинників годинникового заводу «Чайка»
- Музей ляльок
- Музей тюремного мистецтва
- Музей-клуб «Росія-Волга»
- Музей міфів і забобонів російського народу
- Музей історії російської горілки
- Музей «Дитинства XIX століття»
- Центральний музей історії гідроенергетики Росії

## Видатні містяни
Народилися
- Лазоркін Віталій Ілліч (1945—2021) — український військовослужбовець, науковець, громадський діяч.
- Чистяков Євген Михайлович (1920—1960) — радянський льотчик, Герой Радянського Союзу.

Навчалися
- Берггольц Ольга Федорівна (1910—1975) — російська поетеса і письменниця — у 1918 — 1921 рр. навчалася в місцевій школі, розташованій на території  Богоявленського монастиря[ru].